# Strangers (Danger Mouse & Black Thought)
Strangers è un singolo dei musicisti Danger Mouse e Black Thought in collaborazione con A$AP Rocky e Run the Jewels pubblicato il 9 agosto 2022 dalla BMG come quarto singolo estratto dall'album Cheat Codes.

## Descrizione
Il video, diretto dal team UNCANNY, mostra Black Thought, A$AP Rocky e Run the Jewels che si riprendono con un iPhone su uno specchio in momenti differenti.

## Tracce
1. Strangers – 4:08 (Brian Joseph Burton, Tariq Luqmaan Trotter, Rakim Athelaston Mayers, Jaime Meline, Michael Render)